# Dmitry Grave
Dmitry Aleksandrovich Grave (em russo:  Дми́трий Алекса́ндрович Гра́ве; Kirillov, 6 de setembro de 1863 — Kiev, 19 de dezembro de 1939) foi um matemático russo e ucraniano.